# Hurricane (밥 딜런의 노래)
〈Hurricane〉은 밥 딜런이 자크 레비와 함께 작사, 작곡하고 1976년 음반 《Desire》에 발매한 항의 노래이다. 이 노래는 권투선수 루빈 "허리케인" 카터의 투옥에 관한 것이다. 그것은 카터에 대한 인종 차별 행위와 프로파일링을 종합한 것으로 딜런은 이를 잘못된 재판과 유죄판결을 이끌어 낸다고 묘사한다.

## 배경
카터와 존 아티스라는 이름의 남자는 1966년 뉴저지주 패터슨에 있는 라파예트 그릴에서 세 건의 살인 혐의로 기소되었다. 이듬해 카터와 아티스는 인종적 동기로 널리 보도된 살인들에 대해 유죄 판결을 받았다. 그 후 몇 년 동안, 이 사건에 대한 상당한 양의 논란이 제기되었는데, 여기에는 잘못된 증거와 의심스러운 목격자 증언에서부터 불공정한 재판까지 포함된다.
그의 자서전에서 카터는 자신의 결백을 주장했고, 그것을 읽은 딜런은 뉴저지주 우드브리지 타운십에 있는 래웨이 주립 교도소에 있는 그를 방문했다.
감옥에서 카터와 만난 후, 딜런은 〈Hurricane〉을 쓰기 시작했다. 이 곡은 1970년대 그의 몇 안 되는 "민중가요" 중 하나였으며, 빌보드 핫 100에서 33위에 오르며 10년 중 4번째로 가장 성공적인 싱글로 입증되었다. 《빌보드》는 "딜런이 〈Masters of War〉에서 보여준 '감각적인 증오'와 〈The Lonesome Death of Hattie Carroll〉에서 들은 종류의 부정을 완벽하게 표현하여 10년 동안 녹음한 곡 중 가장 강력한 곡일 것"이라고 선언했다."

## 자선 콘서트 및 새로운 재판
이 곡은 1976년 1월 음반 《Desire》에 발매되어 카터 사건을 더 많은 대중에게 알렸다. 〈Hurricane〉은 카터의 방어를 위해 대중의 지지를 얻은 것으로 여겨진다.
딜런과 롤링 썬더 리뷰는 《Desire》의 발매에 앞서 가을 투어 동안 뉴욕의 매디슨 스퀘어 가든에서 카터를 위한 자선 콘서트를 열었고, 10만 달러를 모금했다. 이듬해, 그들은 휴스턴 애스트로돔에서 또 다른 혜택을 보았다. 딜런은 매니저 리처드 플란저와 로이 실버를 만났고, 매니저는 스티비 원더, 링고 스타, 닥터 존을 콘서트에 제공했다. 그러나 경비가 지급된 후 휴스턴 행사는 아무런 모금도 하지 못했다.
새로운 재판권을 따냈음에도 검찰이 피고인들이 같은 날 밤 흑인 주점 주인을 살해한 데 대한 보복으로 라파예트 그릴에서 3중 살인을 저질렀다고 주장하면서 카터와 아티스는 다시 한번 유죄 판결을 받았다. 1976년 카터는 2개의 연속적 종신형을 선고 받았다. 딜런과 다른 고위층 지지자들은 재판에 참석하지 않았다. 아티스는 5년 후에 가석방되었다.
1985년 뉴저지주 지방법원의 연방법관 H. 리 사로킨은 카터가 공정한 재판을 받지 못했다고 판결하고 유죄판결을 뒤집어서 카터가 석방되고 카터에게 인신보호 영장이 발부되어 검찰이 "이성보다는 인종차별, 폭로보다는 은폐에 기초했다"고 언급했다. 1988년, 검찰이 3심 재판을 청구하지 않겠다고 말하고 대법원에 상고하지 않고 사로킨의 판결을 지지한 후, 대법원의 판사는 카터와 아티스에 대한 모든 혐의를 기각했다.

## 인증
| 국가                                                            | 인증 | 판매량/출하량 |
| --------------------------------------------------------------- | ---- | ------------- |
| 오스트레일리아 (ARIA)                                           | 골드 | 35,000^       |
| 이탈리아 (FIMI)                                                 | 골드 | 15,000*       |
| 영국 (BPI)                                                      | 실버 | 200,000       |
| ^출하량을 기반으로 한 인증 · 판매량+스트리밍을 기반으로 한 인증 |      |               |